# Лялин, Михаил (боярин)
Ля́лин, Михаи́л (ум. 1408) — коломнятин, боярин великого князя московского Василия I Дмитриевича.
Погиб (вместе с Игнатием Жеребцовым и Иваном Брынкой) в битве на реке Смядве между князем Фёдором Ольговичем Рязанским (слугой которого являлся) и князем Иваном Владимировичем Пронским в 1408 году (по другим сведениям — в 1409 году).